# Hagström DeLuxe

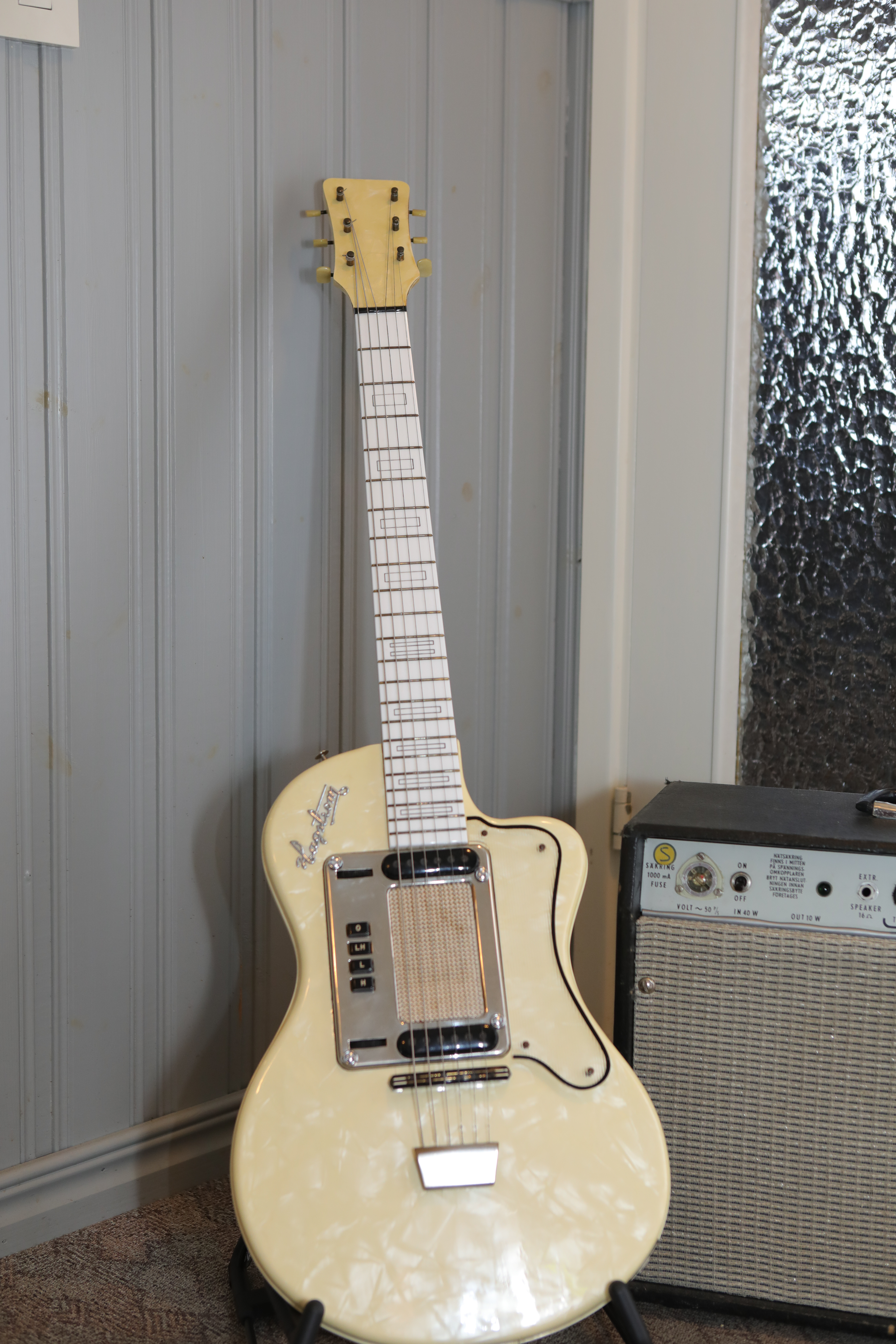
Hagström De Lux 1958

Hagström DeLuxe är en elgitarr av fabrikatet Hagström. DeLuxe var den första av Hagströms elgitarrer och såldes i USA under namnet Goya model 90. Modellen tillverkades mellan 1958 eller 1959 och 1962, och återupptogs då varumärket återskapades på licens av det Kanadensiska företaget American Music & Sound 2006.
I USA distribuerades Hagström Standard och DeLuxe av Hershman i New York som redan sålde Levingitarrer under namnet Goya. Hagströmgitarrerna döptes därför om till Goya på den amerikanska marknaden. Standard fick modellbeteckningen Goya 80 och såldes för 90$ medan DeLuxe fick beteckningen Goya 90 och såldes för 135$. Goyagitarrerna var identiska med motsvarande Hagsrömmodeller, förutom att Hagströms logotyp var utbytt mot ett stiliserat "G" i plast, och kunde fås i ett antal olika färgkombinationer: svart kropp med lackerad mahognytopp, helsvart, svart kropp med guldglittertopp, vit kropp med blå glitterfront och vit kropp med röd glitterfront samt vit kropp med grön glitterfront. Produktionen varade bara ett år - totalt såldes 370 modell 80 och 177 modell 90 vilket gör dessa till några av de mest sällsynta av alla Hagströmgitarrer.
I Storbritannien distribuerades Hagström dels av Bell under namnet Hagström dels företaget Selmer under namnet Futurama, trots att gitarrerna är identiska förutom till namnet. Namnet Futurama användes senare även på de gitarrer av modellen Hagström Kent som distribuerades av Selmer.. 
Modellbeteckningar och konfigurationer är erkänt trassliga för dessa gitarrer, delvis beroende på de olika märkesnamnen och den parallella importen i USA, delvis på grund av att de var relativt enkla att konfigurera om.
I huvudsak fanns tre grundmodeller av DeLuxe: ESP24, ESP26 och EDP46 där den första siffran står för antalet pickuper och den andra för antalet kontrollknappar (se nedan). Pickuperna var monterade som moduler och kunde enkelt skiftas till andra konfigurationer. Detta skapade ett enormt antal varianter, och under en period marknadsfördes hela femtio olika modeller i USA!
DeLuxe var en gitarr som på flera sätt skiljde sig från mängden:
- Kroppen var designad med Gibson Les Paul som förlaga, men var vanligen semi-solid med ett förstärkt hålrum inne i kroppen även om det också fanns helsolida exemplar. Kroppen var från början ganska liten (30,5cm över basen och 43 cm lång) men uppgraderades snart till en större kropp med måtten 34x45 cm, ett mått som den behöll fram till det bittra slutet. Senare modeller fick en cut även på bassidan, och lite spetsigare horn vilket gjorde den mer lik en Gibson SG
- Gitarrerna var lackade med samma typ av pärlemor eller glitterlack som användes på dragspel vilket förärade Hagströms gitarrer smeknamnet "the glitter guitars"
- Halsen var bultad i kroppen och var försedd med Hagströms patenterade "H"-dragstång, i stort sett en I-balk ställd på sidan. Denna konstruktion gjorde att halsen kunde göras tunnare än normalt med bibehållen formstabilitet vilket tillsammans med den speciella Speed-O-Matic greppbrädan gjorde gitarren mycket lättspelad
- I stället för den vanliga tre- eller femlägeskontakten för val av pickup fanns ovanför strängarna en rad med sex, fyra eller två knappar med vilka man dels kunde välja pickupkonfiguration och dels kunde välja en del andra effekter för speciella ljud. Dessa kontakter satt monterade på en metallplatta på vilken även pickuperna satt monterade. På plattan, mellan pickuperna fanns en nedsänkt mindre fyrkantig platta med små borrade hål liknande fronten på en högtalare som kom att gå under namnet "the swimming pool". Denna var tänkt att ge möjlighet att spela gitarren akustiskt såväl som elektriskt även om den ganska lilla klanglådan inte gav speciellt mycket akustiskt ljud.

Modellerna ESP24 och ESP26 hade två stycken single coil pickuper i sitt grundutförande, medan den lite mer avancerade EDP46 hade två humbuckers, eller snarare fyra single coils parvis monterade i humbuckerkonfiguration.
1962 tillverkades en begränsad upplaga om 225 exemplar av DeLuxe A som hade en lite speciell design och ett huvud som förärade den smeknamnen "batman" och "duckfoot". De Luxe A var den första av Hagströms gitarrer som hade en limmad halsinfästning. De första 75 exemplaren hade inte det karakteristiska ankfotshuvudet och är då mycket lika en vanlig DeLuxe
Den nuvarande modellen (sedan 2006) har solid mahognykropp med 10mm skulpterad lönntopp, limmad mahognyhals med greppbräda i Haströms speciella "resinator wood", ett laminat som hävdas ge överlägsna spelegenskaper. Halsen har 628mm skallängd och Hagströms patenterade "H"-dragstång vilket ger en tunn och lättspelad hals med bibehållet goda formegenskaper.
Strängarna fästs in i ett fast ändstycke av Hagström egen konstruktion via ett Long Travel Tune-O-Matic stall.
Elektroniken består av två stycken Hagström Custom 60 Alnico 5 humbucker pickuper med en normal trevägs pickupväljare, en volymkontroll och en tonkontroll.
DeLuxe F har en resonanslåda med f-hål på gitarrkroppens bassida och räknas därför som en semi-solid gitarr (eller semi-hollowbody om man hellre vill det) och har i stället för Hagströms fasta ändstycke en sarghängd trapezoid infästning men samma Tune-O-Matic stall som den vanliga DeLuxe modellen.